# Hệ thống thoát nước
Hệ thống thoát nước (tiếng Anh: Sewerage) hoặc hệ thống thoát nước thải là cơ sở hạ tầng dùng để dẫn nước thải hoặc nước mưa bằng ống thoát. Nó bao gồm các thành phần như ống thoát nhận nước, nắp cống, trạm bơm, cống tràn và buồng lọc của hệ thống thoát nước tổng hợp hoặc hệ thống thoát nước thải. Hệ thống thoát nước kết thúc tại cửa vào nhà máy xử lý nước thải hoặc tại điểm xả vào môi trường tự nhiên. Đó là hệ thống các ống, cống, nắp cống, v.v. dùng để dẫn nước thải hoặc nước mưa.
Ở nhiều thành phố, nước thải (hoặc nước thải đô thị) được đưa đi cùng với nước mưa trong một hệ thống thoát nước tổng hợp đến nhà máy xử lý nước thải. Ở một số khu vực đô thị, nước thải được đưa đi riêng biệt trong các ống thoát vệ sinh và nước thoát ra từ đường phố được đưa đi trong các cống thoát nước mưa. Việc tiếp cận đến các hệ thống này, với mục đích bảo dưỡng, thường thông qua nắp cống. Trong thời kỳ có lượng mưa lớn, hệ thống thoát nước có thể gặp sự cố tràn cống tổng hợp hoặc tràn cống vệ sinh, khiến nước thải chưa qua xử lý trực tiếp đổ vào các vùng thủy vực. Điều này có thể gây nguy hiểm đối với sức khỏe cộng đồng và môi trường xung quanh.
Hệ thống cống rãnh được gọi là hệ thống thoát nước vệ sinh hoặc hệ thống thoát nước trong tiếng Anh Anh và hệ thống thoát nước thải hoặc hệ thống cống trong tiếng Anh Mỹ. 

## Lịch sử
Có lẽ nhu cầu loại bỏ mùi hôi hôi thối thúc đẩy việc xây dựng hệ thống thoát nước thích hợp ban đầu, chứ không phải sự hiểu biết về nguy cơ đối với sức khỏe từ chất thải người. Hầu hết các khu định cư phát triển kề cận với các dòng nước tự nhiên mà chất thải từ nhà vệ sinh dễ dàng được đổ vào, nhưng việc hình thành các thành phố lớn đã làm lộ ra sự không đủ của phương pháp này. Các nền văn minh sớm như người Babylon đã đào các hố chứa phân dưới mặt sàn trong nhà và tạo ra các hệ thống thoát nước thô sơ để loại bỏ nước mưa. Nhưng cho đến năm 2000 trước Công nguyên tại nền văn minh thung lũng sông Indus, các kênh thoát nước bọc gạch được chế tạo một cách chính xác đã được xây dựng dọc theo đường phố để dẫn nước thải từ các ngôi nhà. Những bồn cầu trong nhà ở phía bên đường được kết nối trực tiếp với những con cống đường phố này và được xả bằng nước sạch bằng tay. Thế kỷ sau đó, các thành phố lớn như Roma và Constantinople đã xây dựng các hệ thống thoát nước phức tạp kết nối, một số trong số này vẫn còn sử dụng. Sau khi xây dựng các hệ thống thoát nước, người ta nhận ra sự giảm nguy cơ đối với sức khỏe.

## Các thành phần và loại hình

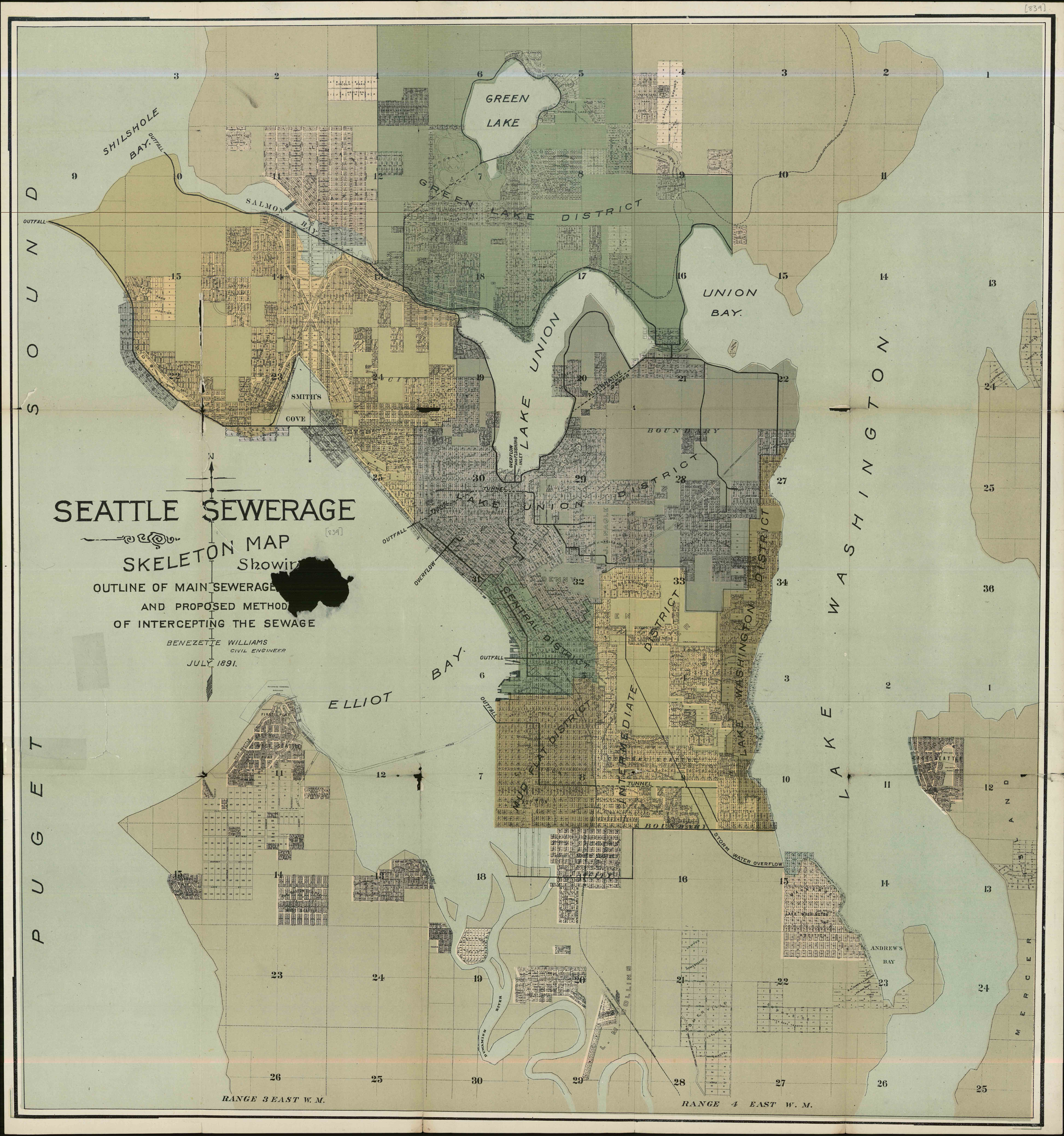
Bản đồ các quận cống rãnh Seattle, năm 1894

Phần chính của một hệ thống thoát nước như vậy bao gồm các ống lớn (tức là cống thoát nước hoặc "cống vệ sinh") dùng để dẫn nước thải từ điểm sản xuất đến điểm xử lý hoặc xả.

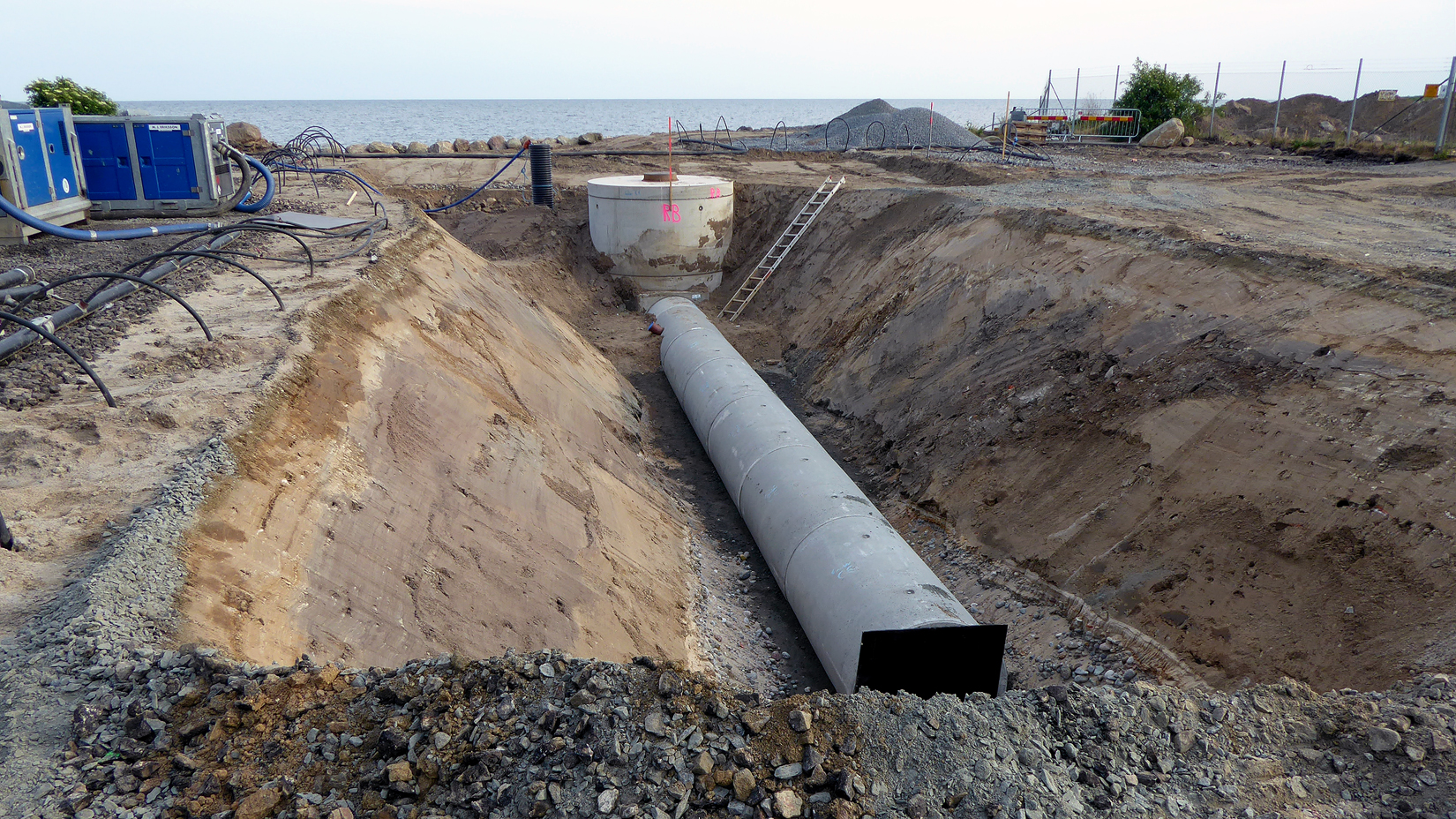
Hệ thống thoát nước đang được xây dựng tại Ystad, Thụy Điển

Các loại hệ thống cống vệ sinh thường là cống rãnh theo nguyên tắc hấp thụ như sau:
- Cống tổng hợp
- Hệ thống thoát nước đơn giản hóa
- Cống thoát nước mưa

Hệ thống cống vệ sinh không chỉ phụ thuộc vào sức hấp dẫn của Trái đất bao gồm:
- Cống chân không
- Cống thải nước thải

Khi hệ thống thoát nước chưa được lắp đặt, nước thải có thể được thu gom từ nhà dân thông qua các ống đưa vào bể phốt hoặc các hố chứa, nơi nó có thể được xử lý hoặc thu gom bằng xe và đưa đi xử lý hoặc xả bỏ (quá trình được gọi là quản lý phân ứng bùn)

## Bảo trì và phục hồi
Hệ thống thoát nước thường đối diện với những hạn chế nghiêm trọng, điều này có thể dẫn đến việc hư hỏng sớm. Các vấn đề này bao gồm sự xâm nhập của rễ cây, sự thay đổi vị trí các khớp nối, nứt nẻ và hình thành lỗ, dẫn đến một lượng lớn rò rỉ với rủi ro tổng thể cho môi trường và sức khỏe cộng đồng. Ví dụ, ước tính có khoảng 500 triệu m3 nước bị ô nhiễm rò vào đất và nguồn nước dưới đất ở Đức hàng năm. Phục hồi và thay thế các cống thoát nước bị hỏng đòi hỏi một khoản kinh phí rất lớn. Chi phí phục hồi hàng năm cho Quận Los Angeles ước tính khoảng 400 triệu euro, và tại Đức, chi phí này ước tính là 100 triệu euro.

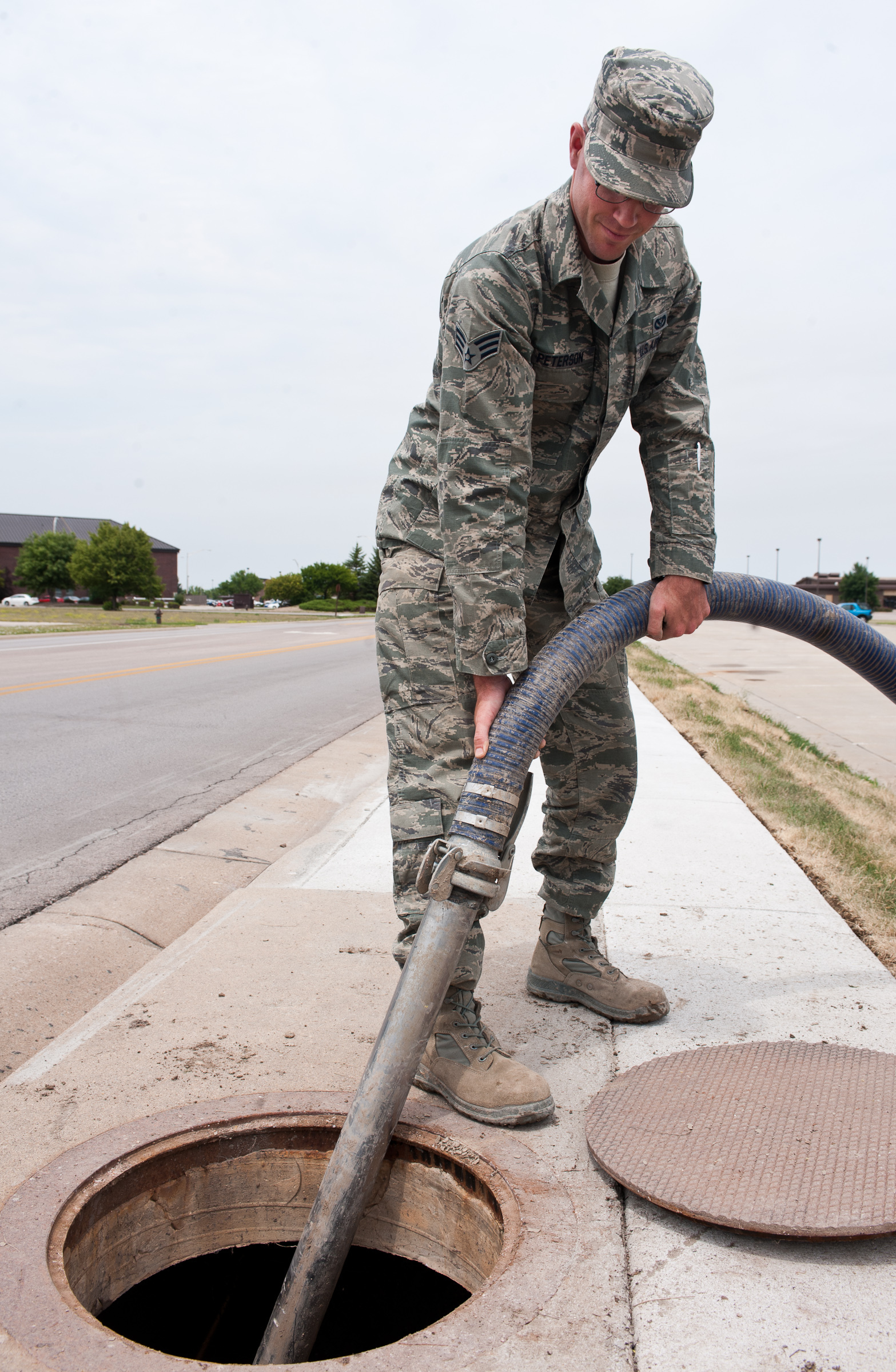
Hút rác từ đường ống cống thoát nước

Hydrogen sulfide (H2S) là nguyên nhân gián tiếp gây ra ăn mòn sulfide sinh học và do đó, cống thoát nước cần công việc phục hồi. Có nhiều phương pháp sửa chữa khác nhau dành cho các chủ sở hữu với một phạm vi lớn về chi phí và độ bền tiềm năng. Một phương pháp là sử dụng vật liệu sử dụng xi măng dựa trên xi măng nhôm canxi sau khi làm sạch cấu trúc bị ăn mòn để loại bỏ vật liệu bong tróc và chất cặn để lộ ra bề mặt cơ bản vững chắc, thô ráp và sạch sẽ. Tùy thuộc vào tình trạng bê tông và mức độ ô nhiễm, quá trình làm sạch có thể từ việc làm sạch đơn giản bằng nước áp lực cao (200 bar) cho đến phá hủy thủy lực thực sự (2000 bar).
Một phương pháp để đảm bảo bề mặt bê tông vững chắc được tiếp xúc là xác minh rằng môi trường pH bề mặt vượt quá 10. Máng xối được xem là giải pháp thoát nước được thiết kế theo dạng hình ống hoặc máng trượt.
Đối với bất kỳ công việc sửa chữa bê tông nào, các quy tắc tiên tiến nhất phải được tuân thủ. Sau bước làm sạch này, vật liệu xi măng được áp dụng lên bề mặt có độ ẩm bề mặt khô bị bão hòa bằng một trong hai cách sau đây:
- Phun ướt áp suất thấp: phương pháp này phổ biến hơn vì nó không tạo bụi và gần như không có vật liệu bị phản xạ. Nó sử dụng bơm cánh quạt cổ điển, dễ dàng tìm mua trên thị trường. Nhược điểm chính là khoảng cách bơm giới hạn không thể vượt quá 75 mét.
- Phun ướt đầu quay: phương pháp này tương tự như phương pháp đầu tiên, nhưng việc phun bằng tay được thay thế bằng đầu quay phun xi măng lên bề mặt đã được sửa chữa. Phương pháp này nhanh chóng và đặc biệt phù hợp với các buồng tròn như cống thoát. Khi một cấu trúc bị ăn mòn nghiêm trọng đến mức người có thể xâm nhập gây nguy hiểm, việc sử dụng phun xi măng bằng đầu quay cho phép việc củng cố cống thoát được thực hiện mà không cần sự can thiệp của người.
- Phun khô áp suất cao: phương pháp này, còn gọi là "shotcrete" hoặc "gunite," cho phép tốc độ phục hồi nhanh hơn, và cũng cho phép phun một lượng xi măng dày hơn trong một lần phun. Ưu điểm chính của shotcrete khô là khả năng bơm xi măng qua một khoảng cách xa, điều này cần thiết khi các điểm tiếp cận xa. Có lẽ khoảng cách phun xi măng khô xa nhất là trên một công trường ở Australia năm 2014, nơi xi măng canxi nhôm chiếm 100% đã được vận chuyển bằng không khí qua hơn 800 mét trước khi phun. Nhược điểm chính của shotcrete khô là việc tạo ra bụi và vật liệu phản xạ; điều này có thể được giới hạn và kiểm soát bằng cách sử dụng các biện pháp thích hợp (vòng đệm ướt trước, cấu trúc hạt cát phù hợp, kỹ thuật viên phun nhiều kinh nghiệm, tường cắt nước sương, v.v.).

## Thách thức

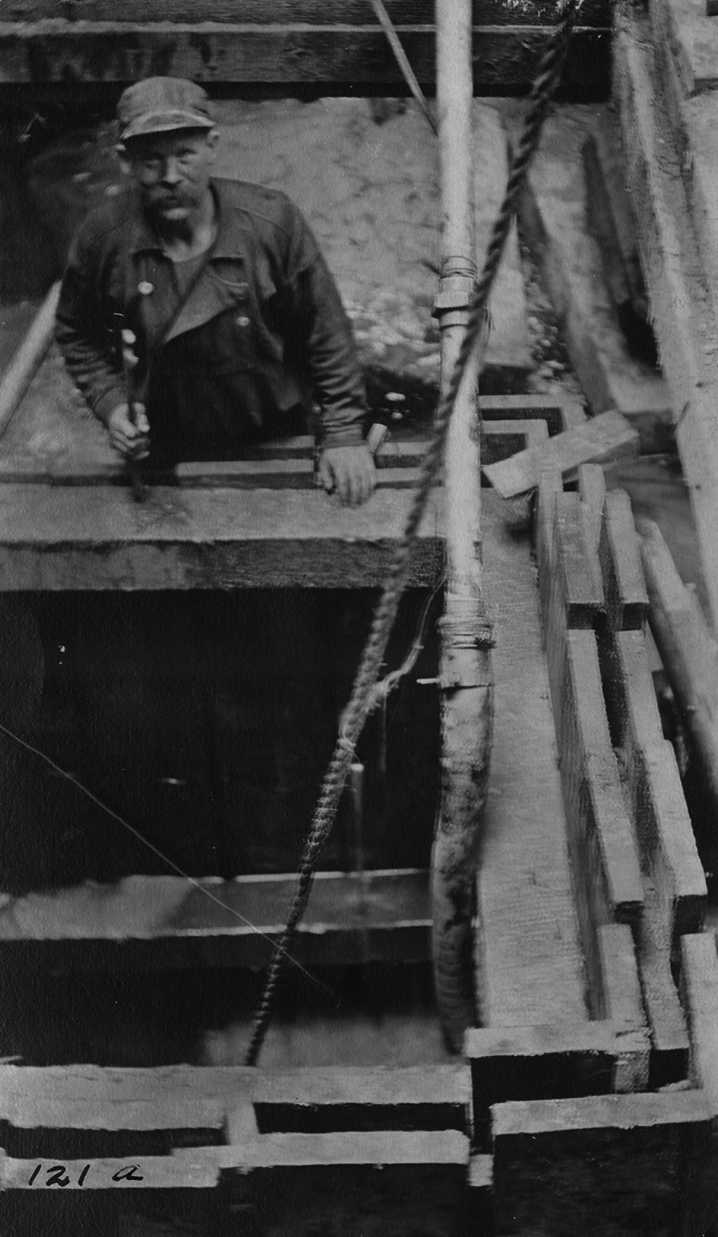
Xây dựng cống thoát nước trên đất mới lấp đầy trên các bãi cát triều ở Seattle, năm 1910.

### Mực nước dưới lòng đất
Cơ sở hạ tầng hệ thống thoát nước thường làm giảm mực nước dưới lòng đất ở một số khu vực, đặc biệt là ở các khu vực đông dân cư nơi nước mưa (từ mái nhà) được đưa trực tiếp vào hệ thống, thay vì được hấp thụ bởi đất. Ở một số khu vực, điều này đã dẫn đến việc giảm mạnh mực nước dưới lòng đất. Ví dụ ở Bỉ, việc giảm mực nước dưới lòng đất lên tới 100 mét là một kết quả đã xảy ra. Nước ngọt được tích lũy bởi hệ thống sau đó được đưa đến biển. Trong các khu vực có lo ngại này, có thể sử dụng các cống thoát nước hút chân không thay thế, do có thể đào sâu hơn cho chúng.

### Thiếu hạ tầng
Ở nhiều quốc gia có thu nhập thấp, trong một số trường hợp, nước thải có thể trực tiếp chảy vào các cơ thể nước nhận mà không có hệ thống thoát nước. Điều này có thể gây ra ô nhiễm nước. Tác nhân gây bệnh có thể gây ra nhiều bệnh. Một số chất hóa học có nguy cơ ngay cả ở nồng độ rất thấp và có thể là mối đe dọa trong thời gian dài do tích tụ sinh học trong mô tế bào động vật hoặc người.

## Quy định
Ở nhiều quốc gia Châu Âu, người dân bị bắt buộc kết nối hệ thống vệ sinh của nhà mình vào hệ thống thoát nước quốc gia nếu có thể. Điều này đã dẫn đến việc kết nối một tỷ lệ lớn dân số. Ví dụ, 99% dân số ở Hà Lan đã kết nối vào hệ thống, và 1% còn lại sử dụng hệ thống xử lý nước thải cá nhân hoặc hệ thống xử lý, ví dụ như hố phốt. Ở một số nước khác, tỷ lệ này thấp hơn một chút (mặc dù vẫn đáng kể); ví dụ, 96% ở Đức.

## Xu hướng
Các phương pháp quản lý nước thải hiện tại có thể bao gồm xử lý nước mưa riêng biệt với nước thải, xử lý nước xám riêng biệt với nước thải đen (bồn tiểu), và xử lý tốt hơn với các sự kiện bất thường (như lượng nước mưa cực đoan từ thời tiết tuyệt địa).